# 異世界藥局
《異世界藥局》是高山理圖所著的日本輕小說。2015年7月起於成為小說家吧連載，為作者創作的小說系列「Worlds under observation by XERO」的第4部份。故事內容講述年輕的日本藥學家因過勞死去後，轉生到歐陸風格的異世界開設藥局。2016年1月起經KADOKAWA出版文庫版，由keepout擔綱插畫，出版至今共10卷。截至2021年7月，系列累積發行逾230萬冊。改編漫畫由2016年11月19日起於漫畫網站ComicWalker上連載，高野聖負責繪畫。改編電視動畫於2022年7月10日至9月25日播映，由diomedéa製作。

## 故事概要
日本藥學家藥谷完治因妹妹離世的傷痛，傾注一生在藥物開發的工作，最終過勞而死。轉生到異世界後，意外發現自己變成見習藥師法馬，身上還帶有藥神聖紋，能使用創造及消除物質的神術，以及「診眼」，魔力量甚至高於擁有火神聖紋的女皇和大神官，被神殿及知情人士視為藥神的化身。
一次法馬跟隨首席宮廷兼尊爵的父親前往皇宮，眼見身患白死病（肺結核）的女皇差點被父親和眾醫師、藥師安樂死，便自薦自己製作適當的藥物為女皇和受到傳染的父親治療。女皇在康復後，透過首席宮廷醫師及其團隊觀察後，確認他擁有超越時代的知識，並從書僮口中得知他想開設服務平民和貴族的藥局，於是取得其父親的出師同意，並賜予法馬「宮廷藥師」的官職和開設藥局的批准、資金及建設的人手。

## 角色列表

### 異世界藥局
法馬·梅德西斯（聲：豐崎愛生）
本作主角。宮廷藥師名門梅德西斯之次子。10歲，金髮碧眼。宮廷藥師見習生。名字「法馬」的意思是「藥物」。在轉生前只能使用水屬性神術，但在藥谷完治轉生至法馬以後，身上變得帶有藥神聖紋，擁有能夠看穿所有病症的「神眼」，能夠使用創造和消除物質的神術，並擁有極為龐大的神力。在知道自己能夠在這個世界推動落後的藥學發展，讓更多人得到救助後，決定在這個異世界中開一間服務平民的藥局。正義心強，且樂於助人，極度厭惡將藥學知識用於濫殺無辜的人。後來也受邀成為大學教授，教授現代的藥學知識。
藥谷完治（聲：花江夏樹）
法馬·梅德西斯的前世，在西曆20XX年任職日本國立T大學研究院藥學研究科的教授。由於妹妹知佑在4歲時因腦腫瘤而病死，決意研發出能夠醫治各種不治之症的藥物，而將人生奉獻給藥學研究。由於工作過度，在31歲時因急性心肌梗塞發作而死，並轉生為異世界的法馬·梅德西斯。
艾蘭諾·博納富瓦（聲：上田麗奈（日本）；詹雅菁（台灣））
法馬和布蘭琪的家庭教師，也是法馬父親布魯諾的頭號弟子。16歲。一級藥師，使用水屬性神術。䁥稱「艾倫」。第一個發現法馬擁有異常神力的人，也曾因此一度對法馬感到恐懼。後在藥局工作，同時兼任大學助教一職，藉此向法馬學習新的藥學知識。
夏珞特·索芮（聲：本渡楓）
法馬的女僕。9歲。䁥稱「珞緹」。法馬轉生後第一個遇見的人。在「異世界藥局」開業後成為藥局的職員，後來因畫作受到女皇賞識，成為見習宮廷畫師，並獲准能同時身兼三職，可以隨時到宮廷畫室創作。後來證實珞緹的父輩祖先為因出生時沒有神脈而降為平民的貴族後代，並與臉容相似的遠房親戚相認。
賽德列克·盧諾（聲：飛田展男）
梅德西斯家的前高階傭人，貴族。42歲。因長年操勞而傷了兩腿膝蓋，因而布魯諾解除了他的職務，讓他回鄉下靜養。在法馬挽留並承諾會提供治療後留下來，在「異世界藥局」中主管財務、法務和行政工作。

### 聖佛爾波帝國

#### 皇宮
伊莉莎白二世（聲：伊藤靜）
聖佛爾波帝國的女皇。24歳。大陸上神力最高的火屬性神術使用者，年少時意外得到不完整的火神紋，因此過繼給前任皇帝為養女，並繼承皇位。丈夫已逝，育有一子路易。因罹患白死病（肺結核）而卧病在床，在服用法馬製作的藥物後治癒。作為對救命恩人的賞賜，任命法馬成為宮廷藥師，准許他在帝都開設藥局，並資助他開設藥局所需要的所有物資和人力。在宴會上目睹法馬接觸神力計時的光芒，因而得知他擁有極為龐大的神力。十分喜歡新發明和藝術文學創作，但本身對理科知識一竅不通。在大神官死後，繼任為神聖國最高領袖，兼任帝國女皇，因此加冕為聖帝，並尊稱法馬為守護神。
諾亞（聲：市川蒼）
伊莉莎白二世的少年侍衛，平常亦是皇子的玩伴，有名望的侯爵之子，14歲。在女皇面前非常恭順，但對待法馬時，則會露出本性，以直言不諱的態度待之。後來晉昇為騎士。
路易（聲：引坂理繪）
聖佛爾波帝國的皇太子，伊莉莎白二世的兒子，6歲。非常親近救了母親伊莉莎白二世的法馬。喜歡吃糖但討厭刷牙。

#### 梅德西斯家
布魯諾·梅德西斯（聲：乃村健次）
法馬的父親，37歲。主治女皇的宮廷藥師，爵位為尊爵，在公爵之上，診斷能力一流。在法馬轉生前是帶領世界藥學發展的頂尖學者，大陸上僅有的3名宮廷藥師之一。十分熱心於探究新知識上，甚至在年輕時曾研究禁術，但因研究期間妻子誕下一個女嬰死胎，認為是自己使用禁術的代價，因此改為研究神術。
起初在藥谷轉生前，對法馬相當嚴格，很常在用餐時抽問藥學知識。在法馬提出要救治女皇的白死病時，一度反對法馬並試圖阻止他，在見識到法馬擁有的異常神力和知識後，便答應了他。在法馬治癒了女皇後，因看出法馬的成長而態度開始軟化，並認可了他。
碧翠絲·梅德西斯（聲：遠藤綾）
法馬的母親，34歲。夫妻感情良好，長期腰痛，但為了不給工作繁忙的丈夫添麻煩而隱瞞不說。
帕雷·梅德西斯（聲：江口拓也）
法馬的哥哥，16歲。梅德西斯家的長子。名字「帕雷」的意思是「藥丸」。在法馬轉生前到諾瓦魯特醫藥大學留學，其後以首席畢業，成為一級藥師。雖然與法馬有著深厚的兄弟之情，但對他的管教也十分嚴厲，甚至到了弟弟妹妹一聽到他的名字就會嚇得發抖的程度。與艾倫算是勁敵的關係，常常一碰面就吵架，要不就是用神術互決勝負。後來他從白血病康復後，與法馬合作撰寫新醫藥學教科書，並在藥局工作。
布蘭琪·梅德西斯（聲：長繩麻理亞）
法馬的妹妹，4歲。能夠使用水屬性神術，守護神為水神。轉生後的法馬出於對前世妹妹早夭的遺憾，對她加倍疼愛。後來以專職醫治女性病人的藥師為目標，跟艾蘭諾學習。

#### 國民
貝隆（聲：間宮康弘）
帝國藥師公會的會長，身形魁梧的中年男子，負責監督帝國境內的三級藥師。非常厭惡法馬成立的「異世界藥局」，曾在「異世界藥局」開張前跑去詆毀該店，也曾下令禁止任何公會成員和「異世界藥局」有任何往來。動畫版追加其有一位孩子因遭到某位貴族藥師以神術有上限和藥物貴重的理由拒絕救治而夭折，因此痛恨貴族藥師的設定。黑死病爆發期間，因拒絕服用調劑師公會提供的藥，最終感染黑死病而死。然而其家人因服用了調劑師公會提供的藥而倖存下來。
皮耶爾（聲：阿座上洋平）
原帝國藥師公會旗下藥局「樹蔭陽光藥局」的平民藥師（三級藥師），自己的女兒瑪莉曾被法馬所救治，因而見識到法馬豐富的醫學知識。但因違反了帝國藥師公會的方針，遭到帝國藥師公會剝奪了藥師資格和藥局的經營權，藥局也遭到藥師公會砸毀。後來在法馬的邀請下加入了法馬成立的調劑師公會，學習新藥知識，並恢復了藥師資格，且另外在原址成立了「黎明藥局」，為第一家和「異世界藥局」合作的藥局。同時任職調劑師公會會長。
尚·亞倫·蓋邦（聲：鈴木琢磨）
「異世界藥局」的第一位常客，每天都經常到「異世界藥局」購買水手糖（防壞血病的藥物）及喝水的老爺爺。真實身份其實是帝國皇室御准的特許公司聖佛爾波帝國東伊頓公司旗下聖佛爾波緋色艦隊的提督。
佳絲帕（聲：宮澤清子）
即將退休的大學女教授，59歲，主要專攻黴菌和微生物的分類學程，因起初此類學程和藥物的研發無直接關係，為此不被校內的師生看好，甚至研究室也因停止撥款而面臨關閉。後來黑死病在帝國爆發期間，曾因發現及培養了「放線菌」，而成為對抗黑死病的重要關鍵。因而得到布魯諾加大撥款及請求留任，以研究及培育更多對新藥研發及疾病有關的黴菌和微生物，並獲得法馬推薦以其名命名她所發現的「放線菌」。

### 大神殿
所羅門（聲：土田大）
大神殿的異端審問官，當初把法馬誤當作惡靈看待。誤會解除後全力支援法馬，轉職在帝都神殿擔任神殿長，並把藥神杖給予法馬使用。後來因為庇護法馬而被神殿的樞機主教們囚禁，並一度被封閉神脈，其後被法馬救出並解開神脈的封印。逃亡成功後成為了伊莉莎白二世的神術顧問。在女皇繼任大神官/聖帝後，替她長期留守神聖國管理事務。

### 惡靈
卡繆·德·薩德（聲：中井和哉）
布魯諾就讀醫科大學時的同學。個性殘忍，視人命如草芥。在帝國散佈白死病（肺結核）與黑死病（鼠疫）的元兇。在黑死病大爆發期間，曾私自闖進暫停營業的「異世界藥局」，並用帶毒的刀刺傷了夏珞特和賽德列克，在即將用白磷殺害夏珞特之際被法馬制止，由於經常以科學研究為由濫殺無辜，因而激怒了法馬，最終被憤怒的法馬當場消滅。

### 日本
药谷知佑（聲：和多田美咲）
藥谷完治已故的妹妹，4歲時因腦腫瘤而不治身亡。
松本（聲：鈴代紗弓）
藥谷完治在日本國立T大學研究院的輔佐者，操勞着完治的日程与身心健康。亦是T大學內第一位發現完治病故的人。

## 創作
作者高山理圖雖擁有醫學博士學位，但非從事醫生職業，並不精通臨床醫學和藥學。書籍版對網絡版作出不少更動，故事起首亦不相同。
藥劑師兒島悠史以「藥學監修」的身份參與改編漫畫的製作。

## 出版書籍

### 輕小說
| 卷數 | KADOKAWA       | KADOKAWA               | 東立出版社     | 東立出版社             |
| 卷數 | 發售日期       | ISBN                   | 發售日期       | ISBN                   |
| ---- | -------------- | ---------------------- | -------------- | ---------------------- |
| 1    | 2016年1月25日  | ISBN 978-4-04-068047-7 | 2016年10月24日 | ISBN 978-986-482-086-3 |
| 2    | 2016年5月25日  | ISBN 978-4-04-068320-1 | 2017年7月17日  | ISBN 978-986-486-469-0 |
| 3    | 2016年10月25日 | ISBN 978-4-04-068672-1 | 2018年11月12日 | ISBN 978-957-260-740-4 |
| 4    | 2017年3月25日  | ISBN 978-4-04-069088-9 | 2020年9月14日  | ISBN 978-957-263-891-0 |
| 5    | 2017年8月25日  | ISBN 978-4-04-069409-2 | 2021年10月18日 | ISBN 978-957-267-745-2 |
| 6    | 2018年3月24日  | ISBN 978-4-04-069806-9 | 2022年8月29日  | ISBN 978-957-269-906-5 |
| 7    | 2019年7月25日  | ISBN 978-4-04-065838-4 |                |                        |
| 8    | 2021年7月21日  | ISBN 978-4-04-064268-0 |                |                        |
| 9    | 2022年12月23日 | ISBN 978-4-04-682021-1 |                |                        |
| 10   | 2024年1月25日  | ISBN 978-4-04-683252-8 |                |                        |

### 漫畫
| 卷數 | KADOKAWA       | KADOKAWA               | 台灣角川      | 台灣角川               |
| 卷數 | 發售日期       | ISBN                   | 發售日期      | ISBN                   |
| ---- | -------------- | ---------------------- | ------------- | ---------------------- |
| 1    | 2017年3月23日  | ISBN 978-4-04-069116-9 | 2018年9月26日 | ISBN 978-957-564-451-2 |
| 2    | 2017年9月23日  | ISBN 978-4-04-069419-1 | 2018年9月26日 | ISBN 978-957-564-452-9 |
| 3    | 2018年5月23日  | ISBN 978-4-04-069836-6 | 2019年6月21日 | ISBN 978-957-743-046-5 |
| 4    | 2019年2月22日  | ISBN 978-4-04-065350-1 |               |                        |
| 5    | 2019年10月21日 | ISBN 978-4-04-064070-9 |               |                        |
| 6    | 2020年9月23日  | ISBN 978-4-04-064768-5 |               |                        |
| 7    | 2021年7月21日  | ISBN 978-4-04-680506-5 |               |                        |
| 8    | 2022年3月22日  | ISBN 978-4-04-681251-3 |               |                        |
| 9    | 2023年1月23日  | ISBN 978-4-04-682167-6 |               |                        |
| 10   | 2023年12月21日 | ISBN 978-4-04-683105-7 |               |                        |
| 11   | 2024年10月23日 | ISBN 978-4-04-683947-3 |               |                        |

## 迴響
截至2021年7月，系列累積發行逾230萬冊。

## 電視動畫
2021年7月15日，宣佈將改編為電視動畫，並公開前導視覺圖。2022年3月11日，宣佈電視動畫定於2022年首播，並公開第1條宣傳片、主要製作人員陣容，以及飾演主角法馬的聲優——豐崎愛生。6月5日，宣佈首播日期是7月10日，並公開第2條宣傳片。本作動畫亦與日本藥劑師會合作宣傳，推廣藥劑師職業及藥局職能。

### 製作人員
- 原作：高山理圖
- 人物原案：keepout
- 導演：草川啓造
- 系列構成：渡航
- 人物設定：松本麻友子
- 動畫製作：diomedéa[6]

### 主題曲
片頭曲
作詞：只野菜摘，作曲、編曲：Motokiyo，主唱：石原夏織
片尾曲《白雨》
主唱：Little Black Dress

### 集數列表
| 集數   | 日文標題 | 中文標題                   | 編劇   | 分鏡              | 演出              | 作畫監督 | 總作畫監督                            | 首播日期 （2022年） |
| ------ | -------- | -------------------------- | ------ | ----------------- | ----------------- | --- | ------------------------------------- | ------------------- |
| 第1話  |          | 轉生藥學者與異世界         | 渡航   | 草川啓造          | 草川啓造          | 松本麻友子、石川雅一、本田辰雄 Mubon Hyeong Jun、Ryu joong Hyeon                                                       | 松本麻友子 石川雅一                   | 7月10日             |
| 第2話  |          | 師傅與弟子                 | 相樂總 | 井畑翔太          | 井畑翔太          | 本田辰雄、Mubon Hyeong Jun Ryu joong Hyeon、Lee seokyun                                                                | 松本麻友子 井出直美                   | 7月17日             |
| 第3話  |          | 第一宮廷藥師與轉生藥學者   | 渡航   | 玉木慎吾          | 玉木慎吾          | Mubon Hyeong Jun、Ryu Joong Hyeon                                                                                      | 松本麻友子 石川雅一                   | 7月24日             |
| 第4話  |          | 皇帝陛下與御准創業         | 渡航   | 本多美乃          | 草川啓造 本多美乃 | Kang Dongha、Park Yunok Lee Seokyun、Mubon Hyeong Jun Jeon Hyun Jin、Ryu Joong Hyeon                                   | 井出直美                              | 7月31日             |
| 第5話  |          | 異世界藥局的日常與化妝品   | 王雀孫 | 清水空翔          | 蝴蝶蘭楊羽        | 本田辰雄、Mubon Hyeong Jun、Jeon Hyun Jin Ryu Joong Hyeon、Kim Min Hee、Kang Dongha、Park Yunok Kim Dahui、Lee Seokyun | 松本麻友子 石川雅一                   | 8月7日              |
| 第6話  |          | 兄妹與海                   | 相樂總 | 草川啓造          | 蝴蝶蘭楊羽        | Mubon Hyeong Jun Ryu Joong Hyeon、Jeon Hyun Jin Kang Dongha、Lee Seokyun                                               | 松本麻友子 井出直美 石川雅一          | 8月14日             |
| 第7話  |          | 沒有影子的少年與異端審問官 | 相樂總 | 井畑翔太          | 井畑翔太          | 本田辰雄、Mubon Hyeong Jun Ryu Joong Hyeon、Jeon Hyun Jin                                                              | 松本麻友子 井出直美 石川雅一          | 8月21日             |
| 第8話  |          | 流行性感冒與藥局的黎明     | 渡航   | 玉木慎吾          | 玉木慎吾          | Mubon Hyeong Jun、Ryu Joong Hyeon Jeon Hyun Jin、Kim Min Hee                                                           | 松本麻友子 井出直美 石川雅一          | 8月28日             |
| 第9話  |          | 某個邪惡男子的故事         | 相樂總 | 本多美乃          | 本多美乃          | 本田辰雄、Mubon Hyeong Jun Ryu Joong Hyeon Jeon Hyun Jin、Kim Min Hee Lim Sugyeong、Lee Yeongmi Lee Jitaek             | 松本麻友子 石川雅一 井出直美 前田恭佑 | 9月4日              |
| 第10話 |          | 黑死病                     | 王雀孫 | 清水空翔          | 蝴蝶蘭楊羽        | 本田辰雄、Mubon Hyeong Jun、 Ryu Joong Hyeon Jeon Hyun Jin、Kim Min Hee                                                | 松本麻友子 石川雅一 井出直美 前田恭佑 | 9月11日             |
| 第11話 |          | 艾斯塔克村的奇蹟           | 渡航   | 井畑翔太          | 井畑翔太          | Mubon Hyeong Jun、Ryu Joong Hyeon Jeon Hyun Jin、Lee Yeongmi Lee Seokyun、Lee Jitaek                                   | 松本麻友子 井出直美 石川雅一          | 9月18日             |
| 第12話 |          | 他無法醫治之人             | 渡航   | 草川啓造 清水空翔 | 草川啓造          | 本田辰雄、Mubon Hyeong Jun、Jeon Hyun Jin Ryu Joong Hyeon、Lim Sugyeong、Min Hyeonsuk Lee Jitaek                       | 松本麻友子 石川雅一 井出直美 前田恭佑 | 9月25日             |

### 播映平台
日本深夜動畫：下文記載的日本国内播放時間使用日本標準時間（UTC+9）表示。因為部分時間标识會採用30小时制，因此請留意这类超过24:00的时间，其實際播放時間為翌日清晨。
| 播映地區   | 播映平台 | 播映日期                 | 播映時間                       | 備註          |
| ---------- | --- | ------------------------ | ------------------------------ | ------------- |
| 香港、澳門 | 木棉花香港YouTube頻道 | 2022年7月10日－9月25日   | 星期日 21:30（UTC+8）          | [ 48 ]        |
| 臺灣       | 巴哈姆特動畫瘋、中華電信MOD、Hami Video、LiTV 線上影視、myVideo、遠傳friDay影音 中嘉bb寬頻.bbTV、KKTV、LINE TV、Yahoo TV 一起看、CATCHPLAY+ | 2022年7月10日－9月25日   | 星期日 21:30（UTC+8）          | [ 49 ]        |
| 臺灣       | 木棉花台灣YouTube頻道 | 2022年7月10日－9月25日   | 星期日 22:30（UTC+8）          | 第一集為23:00 |
| 香港       | Animax Asia（電視首播、重播及網上重播：myTV SUPER）                                                                                         | 2022年10月26日－11月30日 | 星期三 20:00（UTC+8） 電視首播 | 每週更新2集   |
| 香港       | Animax Asia（電視首播及重播：now TV） | 2022年10月26日－11月30日 | 星期三 20:00（UTC+8） 電視首播 | 每週更新2集   |
| 台灣       | Animax Asia（電視首播及重播：中嘉數位、凱擘大寬頻、中華電信MOD）                                                                            | 2022年11月7日－11月18日  | 每晚 23:00（UTC+8） 電視首播   | 不設網上重播  |

### 藍光、DVD
| 卷數 | 發行日期       | 收錄話數      | 規格編號  | 規格編號   | 規格編號 |
| 卷數 | 發行日期       | 收錄話數      | 藍光版    | DVD版      |          |
| ---- | -------------- | ------------- | --------- | ---------- | -------- |
| 1    | 2022年9月28日  | 第1話－第4話  | KAXA-8431 | KABA-11231 |          |
| 2    | 2022年10月26日 | 第5話－第8話  | KAXA-8432 | KABA-11232 |          |
| 3    | 2022年11月25日 | 第9話－第12話 | KAXA-8433 | KABA-11233 |          |

## 外部連結
- 成為小說家吧連載網站（日語）
- 小說文庫版官方網站（日語）
- 漫畫連載網站（日語）
- 電視動畫官方網站（日語）
- 電視動畫的X（前Twitter）（日語）